# Руэда, Мартин
Мартин Руэда (нем. Martin Rueda; род. 9 января 1963, Цюрих, Швейцария) — швейцарский футболист и тренер.

## Игровая карьера
Начинал свою карьеру в «Грассхоппере». Затем Руэда выступал за ряд других швейцарских команд. В 1992 году вместе с «Люцерном» он стал обладателем кубка страны. За сборную Швейцарии футболист провел пять игр. В 1994 году Руэда находился в заявке национальной команды на Чемпионате мира по футболу в США.

## Тренерская карьера
В качестве тренера Мартин Руэда работал со многими коллективами швейцарских низших лиг, а также с юношами «Грассхоппера». Первый серьезный успех пришел к наставнику в 2010 году, когда он вывел скромную «Лозанну» в групповой этап Лиги Европы. В раунде плей-офф команда в серии пенальти смогла сенсационно пройти московский «Локомотив». Благодаря своим успехам Руэда был приглашен на пост главного тренера «Янг Бойза». По итогам сезона «желто-черные» заняли только седьмое место, а также не прошли в 1/16 финала Лиги Европы. После неудачного сезона тренер покинул коллектив. Некоторое время Руэда работал с клубом «Дубай» из ОАЭ.

## Достижения
- Обладатель кубка Швейцарии (1): 1992.